# 1954년 미국 하원의원 선거
1954년 미국 하원의원 선거는 1954년 11월 2일 미국에서 치러진 하원의원 선거로, 조지프 매카시의 영향으로 매카시즘을 앞세우던 집권 공화당이 역풍을 맞아 여소야대 정국이 형성되었다.

## 선거 결과

### 정당별 선거 결과
의석수
| 정당   | 의석수 |
| ------ | ------ |
| 민주당 | 232석  |
| 공화당 | 203석  |
| 합계   | 435석  |

득표
| 정당       | 득표수     | 득표율 |
| ---------- | ---------- | ------ |
| 민주당     | 22,366,386 | 52.5%  |
| 공화당     | 20,016,809 | 47%    |
| 뉴욕자유당 | 79,946     | 0.2%   |
| 미국노동당 | 14,560     | 0.03%  |
| 금주당     | 8,561      | 0.02%  |
| 기타       | 96,665     | 0.3%   |
| 총합       | 42,582,927 |        |